# 天孫神社
天孫神社（てんそんじんじゃ）は、滋賀県大津市京町にある神社。旧社格は県社。

## 祭神
- 主祭神 - 彦火々出見命、大名牟遅命、国常立命、帯中津日子命

以上四柱の主神の他に塩土翁（塩土老翁）も祀っているとされる。

## 歴史
当社は、延暦年間（782年 - 806年）に伊勢屋町北方の地（現・大津市中庄）に創建されたという。
大同3年（806年）10月には近江国に行幸された平城天皇が、当社を行在所とし禊祓いをしている。
『日本三代実録』には、「元慶六年（882年）十月九日戊申、授近江国正六位上海南神従五位下」とあり、当時は「海南神」と称されていた。また、「近江国海南神」は国史見在社の論社である。
建久元年（1190年）に、近江守護佐々木定綱により社殿が造営され、神供田が寄進されている。
『関東住還記』によれば、弘長2年（1262年）に西大寺の叡尊が奈良から鎌倉へ行く途中逢坂峠を越え、「志賀浦四宮馬場」で宿泊し、翌朝そこから船で対岸の山田浦へ渡ったとあり、社地が湖岸近くにあったことがうかがわれる。また、当社はこの頃から四ノ宮神社と呼ばれるが、それは近江国の四宮であるからとされる。しかし、祭神を四柱祀っているからともされる。
文明年間（1469年 - 1487年）に洪水のために社殿が被害を受けると、当社は琵琶湖辺に移転して社名を武蔵野関の神社と称した。しかし、天文年間（1532年 - 1555年）にまたも洪水で四座全てが破損する被害を受けてしまい、東浦字蟹川という小流の辺に移転している。
元亀年間（1570年 - 1573年）に、今度は当社は火災によって焼失してしまった。だが、栗太郡の青地城主青地伊予守より所領の寄進があり、当社は現在地に社地を移して再建された。また、天正年間（1573年 - 1592年）に羽柴秀吉が大津城を築城した際にはその余材をもって当社の修復が行われている。これにより、城下の守護神として町衆より崇敬された。
当社は、明治時代までは天孫四宮大明神や四宮神社と称したが、明治初年に天孫神社と社名を改め、県社に列せられている。

## 境内
- 本殿
- 拝殿
- 舞殿
- 社務所
- 神楽殿
- 神輿蔵
- 南門（裏門）

### 摂末社
- 天満宮社
- 日若宮社
- 十社合祀社
  - 春日神社
  - 大神宮社
  - 八幡神社
  - 八百萬神社
  - 蛭子神社
  - 金山彦神社
  - 稲荷神社
  - 日吉神社
  - 住吉神社
  - 猿田彦神社
- 福富稲荷神社
- 輻輳神社

## 祭礼・大津祭

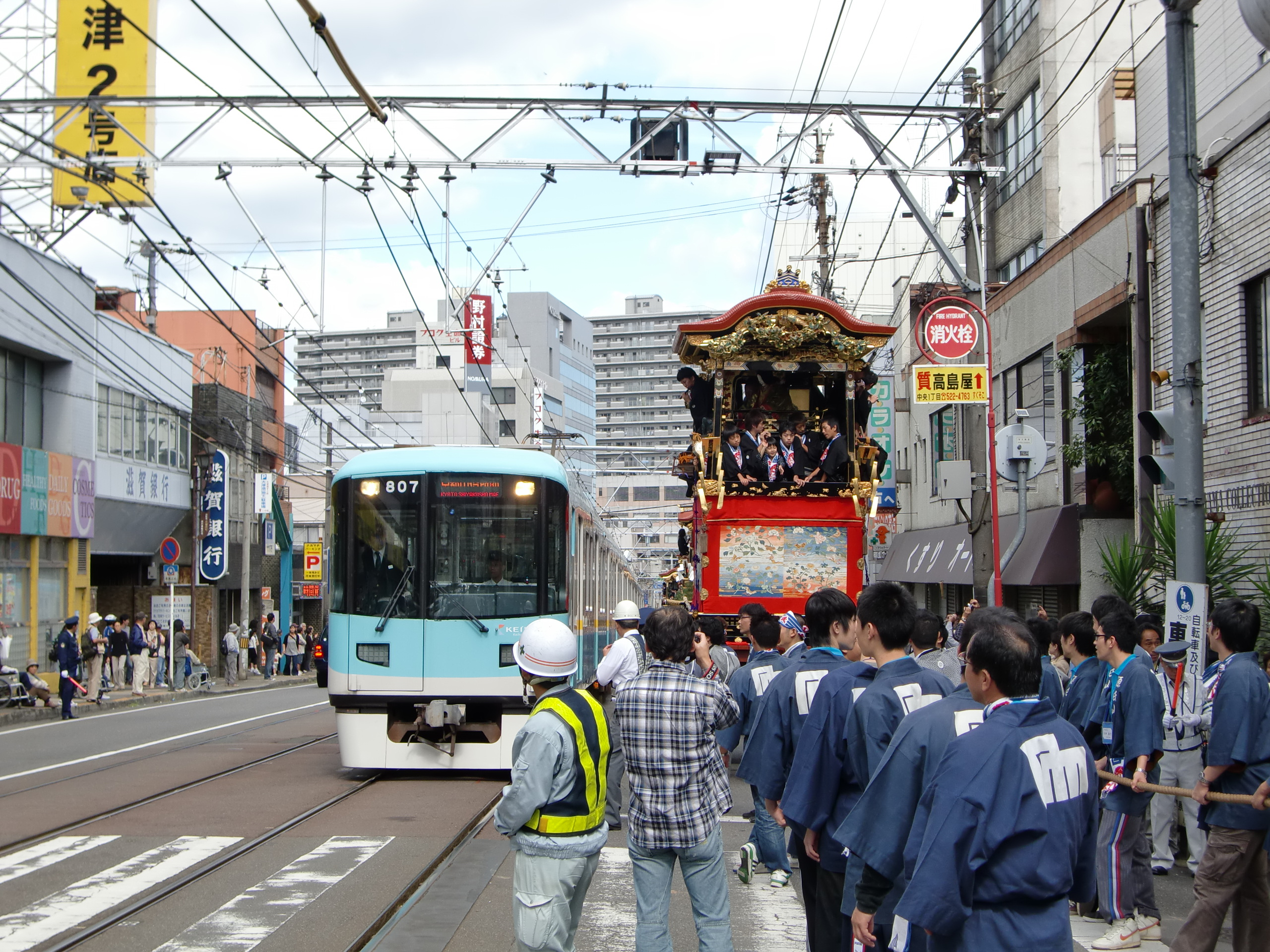
本祭・曳山巡行中の曳山。経路内には京阪京津線と併走する箇所も存在する　尚令和以降は京阪が運休している。（平成21年10月11日）撮影。

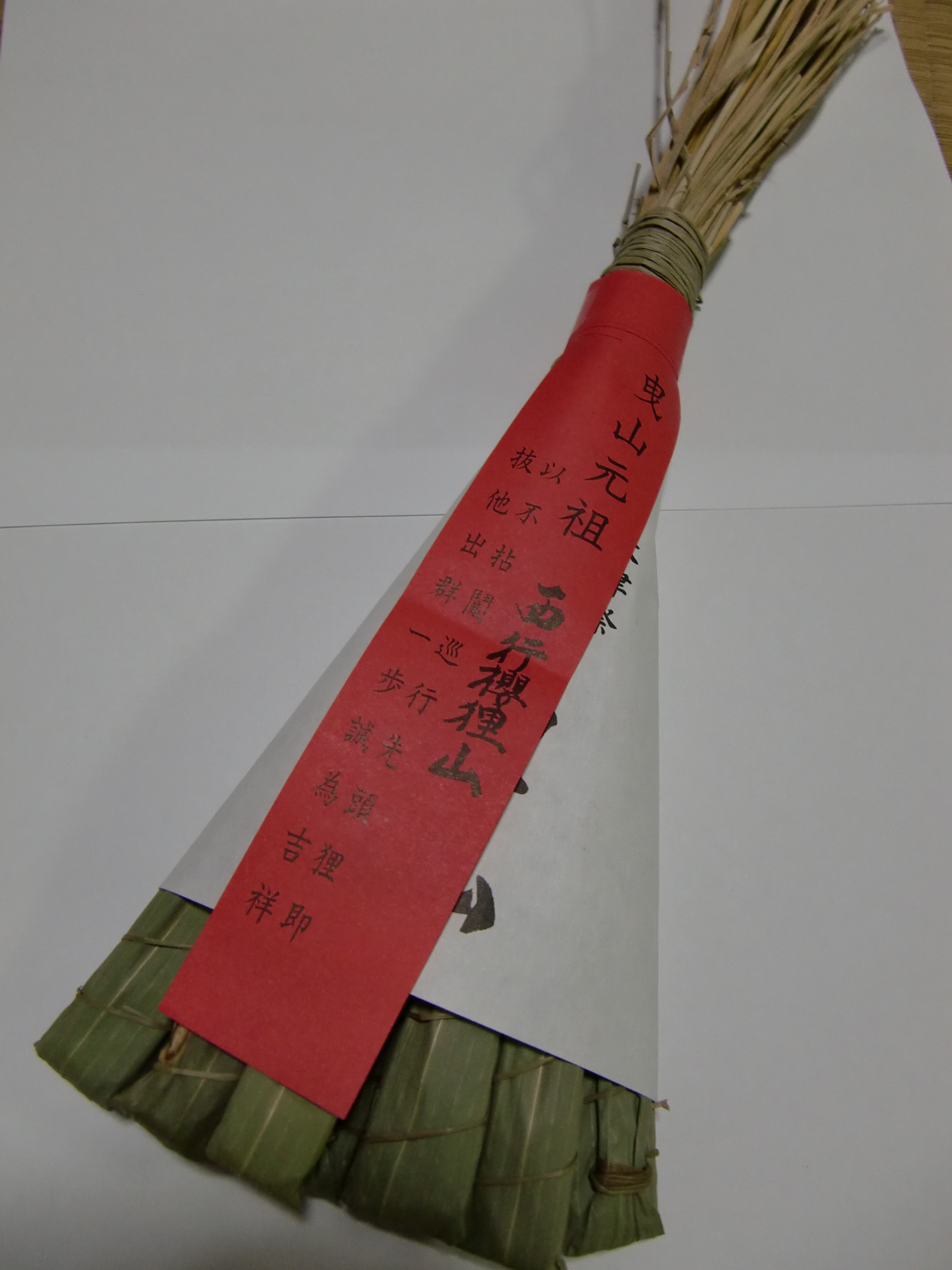
曳山から撒かれる厄除けちまき

例祭は10月の体育の日の前日の日曜日の本祭（曳山巡行）。本祭前日の土曜日の宵宮と併せて大津祭と称される（古くは四宮祭礼、四宮祭と称した）。日吉大社の山王祭、建部大社の祭礼とともに大津三大祭のひとつに数えられる。また、山王祭、長浜曳山祭とともに湖国三大祭のひとつともなっている。かつては10月9日が宵宮（よみや）、10日が本祭（曳山巡行）であったが、2000年（平成12年）に「ハッピーマンデー法」により、体育の日が10月10日から10月第2月曜日へ変更になり、これに合わせそ体育の日の々前日の土曜日に宵宮、前日の日曜日に本祭（曳山巡行）が行われるようになった。本祭（曳山巡行）では現在13基の曳山（山車）が市内を巡行し、曳山の上から厄除け粽（ちまき）や手拭いが撒かれる（かつては餅入り粽やお菓子なども撒いていた）。各曳山にはからくり人形が乗せられており、各所で所望（大津祭では「しょうもん」「しょもう」などと発音する。）が披露される。幕末まで曳山は、現在休山中の神楽山を含め14基あった。（後述）
大津祭の起源は、慶長年間（1596年 - 1615年）に鍛冶屋町の塩売治兵衛（塩屋治兵衛とも）が狸の面をつけて踊ったのが最初とされる。以降治兵衛を屋台に乗せたり、元和8年（1622年）より年老いて踊れなくなった治兵衛の代わりに腹鼓を打つ狸のからくりを乗せたり、寛永12年（1635年）より屋台に地玉を付け子供に曳かせたりして氏子内を練り歩き、寛永15年（1638年）に現在のような三輪の曳山の原型ができる。当時はまだ祇園祭の舁山のような天井のない屋台だったと思われる。以降150年ほどかけて狸山を皮切りに14基の曳山が作られていった。
2016年（平成28年）3月2日、国の重要無形民俗文化財に指定された。

### 大津祭の曳山一覧
- 西行桜狸山（さいぎょうざくらたぬきやま） - 鍛冶屋町（かじやちょう）。寛永12年（1635年）創建。俗に狸山とも呼ばれる。唯一の「くじ取らず」で毎年先頭で巡行する。能楽の西行桜から考案したもの。所望は、桜の古木の中から桜の精が現れて枝を前に進み立ったり座ったりする。これは西行と問答している様子を表現している。明暦2年（1656年）以前は狸の腹鼓のからくりであった。西行桜に替わった時に狸を屋根に乗せ、祭り当日の天気を守護するうになったと云う。創建当初は単に狸山と称していたが、からくりを変えた時から現名称となる。
- 猩々山（しょうじょうやま） - 南保町（なんぽちょう）。寛永14年（1637年）創建。能楽の猩々から考案したもの。所望は、高風が大甕から酌んだ酒を、猩々が大盃で飲み、扇子で顔を覆うと赤く変面する。猩々が高風に贈った大甕は、酒を酌めども尽きないものだったという。
- 西王母山（せいおうぼざん） - 丸屋町（まるやちょう）。明暦2年（1656年）創建。俗に桃山（ももやま）とも呼ばれる。崑崙山に住むといわれる西王母から考案したもの。所望は、桃の木に大きな桃がなっており、その大桃が二つに割れて桃童子が生まる。その桃童子が枝を前に進み立ったり座ったりする。西王母の伝説に桃太郎の説話を加味したものであろう。
- 西宮蛭子山（にしのみやえびすやま） - 白玉町（しらたまちょう）。万治元年（1658年）創建。俗に鯛釣山（たいつりやま）とも呼ばれる。元は塩屋町（しおやまち）所有で、古くから町内で蛭子を出して飾っていたものを、後に曳山に載せるようになったという。白玉町は1874年（明治7年）に隣接する塩屋町と米屋町（こめやまち）が合併してできた町である。所望は、蛭子の前を2匹の鯛が泳いでおり、蛭子がその鯛を釣り上げ、太郎冠者の魚籠に入れる。創建当初は宇治橋姫山（うじはしひめやま）と称した。延宝3年（1685年）現名称となる。
- 殺生石山（せっしょうせきざん） - 柳町（やなぎちょう）。寛文2年（1662年）創建。俗に玄翁山（げんのうやま）、狐山（きつねやま）とも呼ばれる。能楽の殺生石から考案したもの。所望は、玄翁和尚の法力により殺生石が二つに割れ、玉藻前が顔を扇子で隠すと顔が狐に変わる事で、成仏する様を表している。
- 湯立山（ゆたてやま） - 玉屋町（たまやちょう）。寛文3年（1663年）創建。俗におちゃんぽ山、どんぶく山とも呼ばれる。天孫神社の湯立ての神事を表現したもので、曳山全体が天孫神社を模したものとなっている。所望は、禰宜が御幣でお祓いをし、市殿が笹で湯を奉り、飛矢が鉦を叩き神楽を奏する。そして湯を表した紙吹雪（通称：オッパ）が撒かれる。これを浴びると無病息災、商売繁盛などのご利益があるという。湯立山創建以前には孟宗山（もうそうやま）（寛永3年（1626年）創建という）を所有していた。孟宗山は湯立山を創建した時に、高島の方へ売ったという。
- 郭巨山（かっきょやま） - 後在家町・下小唐崎町（ございけちょう・しもこからさきちょう）。元禄6年（1693）創建。俗に釜掘山（かまほりやま）とも呼ばれる。中国二十四孝の一人郭巨から考案したもの。所望は、郭巨が子を埋めようと鍬で穴を掘ると黄金の釜が現れる。隣では妻が子供を抱いてあやしている。創建当初は橋本町（はしもとちょう）が所有していたが、明治期に財政が逼迫し、町内での維持が困難となった為、狸山の老朽化が進んでいた鍛冶屋町を経て現二ヶ町（当初は上小唐崎町を含む三ヶ町と云われる）に譲られた。
- 孔明祈水山（こうめいきすいざん） - 中堀町（なかぼりちょう）。元禄7年（1694年）創建。略して孔明山とも。蜀の諸葛亮（孔明）から考案したもの。所望は、趙雲が鉾を突き出すと水が涌き上がり、孔明が扇を上げ喜ぶ様子を表現している。創建当初は福聚山（ふくじゅやま）（町内文書によると三福神福裏山（さんぷくじんふくりやま））と称し、釣狐山（つりぎつねやま）、浦島亀釣山（うらしまかめつりやま）を経て、万延元年（1860年）、現名称となる。
- 石橋山（しゃっきょうざん） - 湊町（みなとちょう）。宝永2年（1705年）創建。俗に唐獅子山（からじしやま）とも呼ばれる。謡曲の石橋から考案したもの。所望は、岩石の中から唐獅子が出てきて牡丹の花に戯れ遊び、また岩の中に隠れる。かつては長い橋樋を用いて牡丹に獅子が戯れる様子が見られたと云う。現在の所、二体の唐獅子が現存している。創建当初は靭猿山/空穂猿山（うつぼざるやま）と称し、張良山（ちょうりょうやま）を経て、延享5年（1748年）、現名称となる。
- 龍門滝山（りゅうもんたきやま） - 太間町（たいまちょう）。享保2年（1717年）創建。俗に鯉山（こいやま）、鯉滝山（こいたきやま）とも呼ばれる。登竜門の故事から考案したもの。所望は、龍門山の滝を鯉が躍り上がり、滝の中ほどで翼を左右に広げ雲の中に消えてゆくことで龍への変身を表現している。現在の所、四体の鯉が現存している。
- 源氏山（げんじやま） - 中京町（なかきょうまち）。享保3年（1718年）創建。俗に紫式部山（むらさきしきぶやま）、お姫山（おひめやま）とも呼ばれる。紫式部の源氏物語から考案したもの。所望は、紫式部の周りを様々な小人形（汐汲翁娘、船頭、牛車、従者など）や風景（松立木、小屋、釜戸）が現れては消えてゆくことで、紫式部が観月台で月を見ながら構想を練り書をしたためる子を表現している。
- 神功皇后山（じんぐうこうごうやま） - 猟師町（りょうしまち）。寛延2年（1749年）創建。略して神功山（じんこうやま）とも。神功皇后が鮎を釣り戦勝を占ったという伝説から考案したもの。所望は、皇后が岩に弓で字を書く所作をすると、岩に金色の「三韓之王者」の文字が現れる。終戦直後は鮎を釣る所望であった。かつては鮎釣山（あゆつりやま）、征韓山（せいかんざん）とも呼ばれた。安産の山とされ、御神体に巻かれた腹帯が授与されている。また、巡行の順番が早い方がより安産になると云われている。
- 月宮殿山（げっきゅうでんざん） - 上京町（かみきょうまち）。安永5年（1776年）創建。俗に鶴亀山（つるかめやま）とも呼ばれる。謡曲の鶴亀（喜多流の月宮殿）から考案したもの。所望は、頭上に鶴の冠をつけた女の舞人と亀の冠をつけた男の舞人が皇帝の前で舞う。創建当初は鳳凰臺山（ほうおうだいざん）と称した。寛政3年（1791年）、現名称となる。

休山
- 神楽山（かぐらやま） - 堅田町（かたたちょう）。寛永14年（1637年）創建。三輪山（みわやま）とも呼ばれる。安政6年（1859年）の巡行を最後に休山となり、明治初年に町内の財政が逼迫し人形と幕類を残して本体は京都に売られたと云い、1872年（明治5年）には曳山町を退いている。現在は居祭（いまつり）を行っている。所望は、三輪明神が舞を舞い、禰宜が締太鼓を叩き、市殿が鈴を振り、飛屋が鉦を叩き神楽を奏し神をいさめようとする所を表現したものであった。所望もだが、外見も湯立山と殆ど同じだったという。近年、神楽山の描かれた刷り物（当時のパンフレットのようなもの）が発見された。2016年（平成28年）からは、国指定を記念して粽が作られ販売されている。翌年からは手拭いも販売されている。

### その他
ねりもの
- 布袋（ほてい） - 新町（しんまち）。創始は詳らかではないが、元禄6年（1693年）には存在していた事が、古文書「四宮祭礼牽山永代伝記」により明らかで、現存する唯一のねりもので、宵宮と本祭両日に町内に飾られる。元禄8年（1695年）に「布袋ねりもの車に乗せる」とあり簡単な屋台のような物に乗せられていた時期もあるようである。箱書きによると、その後文化7年（1810年）に新調されたようである。いつまで巡行に参加していたかは不明ではあるが、1928年（昭和3年）の御大典の時にねり歩いた記録が残っている。現在では張子の布袋の他に唐子人形が一体残されている記の神楽山の描かれた刷り物の行列の中に、布袋も確認できるのである。2016年（平成28年）から、国は指定を記念して粽と手拭いが作られ販売されている。

布袋以外にも古くは多くの町内がねりものとして参加しており、曳山町も半数は元々ねりものを出していた。元禄6年（1693年）には17カ町がねりものを出している。当時のねりものを列挙すると、
- 大江山（おおえやま） - 境川町（さかいがわちょう）。　※1915年（大正4年）年の御大典の時にねり歩いた記録が残っている。
- 俵藤太（たわらのとうた） - 葭原町（よしはらちょう）。
- 鵺（ぬえ） - 猟師町　→　曳山町。
- 大名（だいみょう） - 下東八町（しもひがしはっちょう）。
- 布袋（ほてい） - 新町。
- 花（はな） - 坂本町（さかもとちょう）。
- 汐汲（しおくみ） - 米屋町　→　曳山町（塩屋町と合併し白玉町）。
- 河狩（かわかり） - 湊町　→　曳山町。
- 鷹匠（たかじょう） - 中堀町　→　曳山町。
- 雪山（ゆきやま） - 元会所町（もとかいしょちょう）。
- 小具足（こぐそく） - 中京町・上京町　→　曳山町。
- 大具足（おおぐそく） - 後在家町・太間町・下小唐崎町　→　曳山町。
- 鉾（ほこ） - 上小唐崎町（かみこからさきちょう）。
- 狻猊（さんげい） - 八幡町（はちまんちょう）。　※狻猊とは獅子のことである。

である。当時、曳山町であった橋本町も曳山創建以前は愛宕詣（あたごもうで）と云うねりものであった。
最後までねりものとして巡行していたのは1885年（明治18年）まで巡行していた坂本町の「花」であり、1913年（大正2年）の宵宮に飾られていた記録もあるが、現在はその痕跡も伝承も残っていない。また、固定した題材ではなく毎年のように変わる町内もあった。
現在のお渡りに使われている獅子は元は八幡町（のちの松幡町（まつはたちょう））の出していたねりものの「獅子」だと云われている。
神輿
- 大宮（おおみや） - 天孫神社に祀られている神輿2基の内。1961年（昭和36年）頃までは神輿渡御で舁かれていたが、やがて人手不足等でトラックの荷台に載せるようになり、舞殿に飾るだけとなり、神輿蔵に入れられたままになっていたが、2015年（平成27年）に国指定祈念ということでおよそ45年ぶりに舞殿に飾られた。2016年（平成28年）には国指定記念として、台車に載せて渡御した。2017年（平成29年）には修復されて、舁かれて渡御した。
- 二宮（にのみや） - 天孫神社に祀られている神輿2基の内。大宮と同じくかつては神輿渡御で舁かれていた。その後大宮と同じ経過で神輿蔵に入れられたままとなる。こちらは2015年（平成27年）に出される事はなく、それ以降も出されていない。
- 神輿（みこし） - 下百石町（しもひゃっこくまち）。「伊勢参宮名所図会」に紙の御輿という名で登場する。かつては2基の天孫神社の神輿と共に舁かれていたが、これも人手不足などでトラックの荷台に載せる様になり、その後、町内に飾るだけの居祭を行なっていたが、2016年（平成28年）には国指定記念としておよそ半世紀ぶりに舁かれて渡御した。同年からは、国指定を記念して粽が作られ販売されている。手拭いも販売されている。2017年（平成29年）は破損箇所が見つかった為、大宮とは逆に台車に乗せての渡御となった。2018年（平成30年）は渡御を行わず、居祭を行った。

### 厄除け粽・手拭いなど
本祭（曳山巡行）の曳山の上から、各山の意匠の袴（巻紙）を巻いたり、短冊を附した粽（かつては袴（巻紙）や短冊はなく、裸のままで、手拭いを挟んだりして撒いていた）や、各山の意匠をデザインした手拭いが撒かれる。2023年（令和5年）の巡行より、雑踏事故を懸念した滋賀県警との道路使用許可を巡る協議により粽等の配布エリアは厳しく制限されているほか、散布時には確実な車輪の固定を行うことで許可を得ている。かつては、餅入りの粽（上粽）やお菓子なども撒かれていたが、食品衛生法など諸々の事情により現在は禁止されている
受け取った粽は、家の玄関先、軒先などに吊るしておくと、厄除けになると云われる。古くなった粽は天孫神社や近隣の神社のどんど焼きなどの行事の時に焼いてもらう。但し、袴（巻紙）や短冊、包装しているビニールなどは外して、裸の状態で持っていくことを推奨している。

## 文化財

### 国指定重要無形民俗文化財
- 大津祭（大津祭保存会）

## 所在地
- 滋賀県大津市京町3丁目3-36

## アクセス
- JR東海道本線 大津駅より徒歩約8分
- 京阪電鉄石山坂本線 島ノ関駅より徒歩約8分